# Eugène Savitzkaya

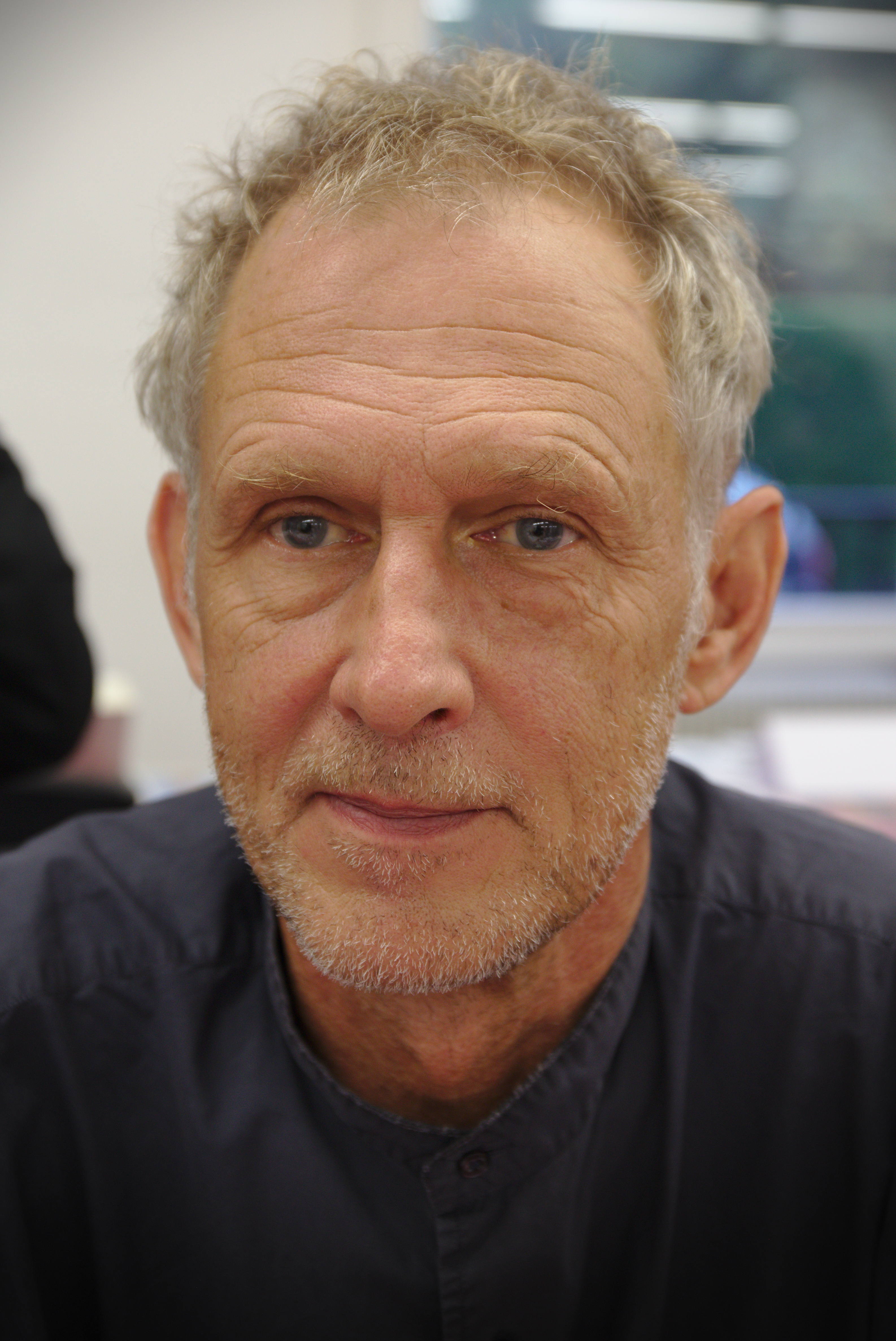
Eugène Savitzkaya 2016

Eugène Savitzkaya (* 1955 in  Saint-Nicolas) ist ein belgischer Dichter und Schriftsteller französischer Sprache.

## Leben und Werk
Eugène Savitzkaya hatte einen polnischen Vater und eine russische Mutter. Er wuchs im Raum Lüttich auf, trat früh mit Gedichten hervor und wurde von Jacques Izoard entdeckt. Ab 1975 gehörte er zu der Lütticher Literatengruppe (Groupe de Liège oder „Atelier de l’Agneau“).
Seine Bücher wurden überwiegend im Verlag Éditions de Minuit veröffentlicht. Er erhielt mehrere Preise. Zwei seiner zahlreichen Romane wurden ins Deutsche übersetzt. 2023 erschien Fou de Paris. Savitzkaya schrieb auch für die Bühne.

## Werke (soweit auf Deutsch erschienen)
- Sang de chien. Minuit, Paris 1989.
  - (deutsch) Hundeblut. Residenz, Salzburg 1992. (übersetzt von Astrid Wintersberger)
- Marin mon coeur. Minuit, Paris 1992.
  - (deutsch) Marin, mein Herz. Residenz, Salzburg 1994. (übersetzt von Astrid Wintersberger)
- Les règles de solitude = Die Regeln der Einsamkeit. Akademie Schloss Solitude, Stuttgart 1997. (übersetzt von Gisela Febel)